# Кавказские албаны
Кавка́зские алба́ны (др.-греч. Ἀλβανοἱ) или агва́ны (арм. աղվանք [ɑʁvɑ́ŋkʰ], грабар աղուանք (ałuankʻ)) — племена, говорившие на языках лезгинской ветви нахско-дагестанской семьи языков, население древнего царства Кавказской Албании. В отличие от соседей, армян и грузин, албанские племена не смогли консолидирововаться в единый албанский этнос.

## Албаны в истории
Первое упоминание об албанах относится к IV веку до н.э., древнегреческий историк и географ Арриан упоминает их в связи с участием на стороне персов в битве при Гавгамелах в 331 году до н. э. Страбон в начале I века н. э. пишет о 26 племёнах объединившихся в царство со столицей в городе Кабала: «Теперь, правда, у них один царь управляет всеми племенами, тогда как прежде всякое разноязыкое племя управлялось собственным царём. Языков у них 26, так что они нелегко вступают в сношения друг с другом». В 65 году до н. э. албаны попытались напасть на римского полководца Помпея, но были им разгромлены. С этим походом связаны первые античные описания албанов.
У античных авторов сохранились названия некоторых албаноязычных племен, это албаны, гелы, леги, утии, гаргары, чилбы, сильвы, лпины, и другие. По мнению Р. Хьюсена, албанские племена были в основном автохтонного кавказского происхождения, хотя нельзя быть уверенным, что это относится ко всем 26 племенам. Албаны представляли собой союз кавказских племен, среди которых сами албаны были ведущим племенем, которое и организовало этот союз. По мнению Тревер, наиболее культурным и ведущим албанским племенем являлись гаргары. Также предполагается, что ираноязычные саки, наряду с албанами являлись наиболее крупным племенным объединением в Кавказской Албании.
Ираноязычные массагеты населяли Кавказскую Албанию с I в. н. э. (упомянуты в этом районе уже у Геродота и Плиния Старшего).
Важным событием в истории албанских племен стало официальное принятие христианства в качестве государственной религии. Это событие имело место в 370 году, когда албанский царь Урнайр был крещён в Армении. Чуть позже в 387 году Албания была вознаграждена за поддержку Персии присоединением областей Арцах и Утик, ранее принадлежавших Великой Армении. Эти области между Курой и Араксом лингвистически находились в пограничной армяно-албанской зоне. В первой четверти V века армянским просветителем Маштоцем была создана албанская письменность. Таким образом армянами сюда было введено христианство и письменность. В 449—451 годах совместно с армянами и иверами албаны принимали участие в антиперсидском восстании под общим предводительством армянского князя Вардана Мамиконяна. В 461 году Албанское царство было уничтожено, а Албания превращена в персидскую провинцию — Албанское марзпанство; затем царская власть была восстановлена при Вачагане III, но в 510 году ликвидирована вновь. Государственность в Албании снова была восстановлена в конце VI века династией иранского происхождения Михранидов. Царство Албании окончательно уничтожено арабами в 705 году.

## Этногенез
Согласно Дионисию Галнкарнасскому, албаны являлись потомками эмигрантов из области Alba в Италии.

## Территория и расселение

### Античность
По сообщениям античных греко-римских авторов, многочисленные племена албанского племенного союза населяли территории между Иверией и Каспийским морем, от Кавказского хребта до реки Кура. Так, согласно Страбону, племя албаны жило между Иберией и Каспием; Плиний Старший локализует их на левобережье Куры, в частности от Кавказского хребта (montibus Caucasis) до реки Кура (ad Cyrum amnem); Дион Кассий сообщает, что албаны живут „выше (υπέρ) реки Кура“. Есть мнение, однако, что территория проживания албаноязычных племен распространялась и далее этой области, в направлении Аракса. Хьюсен отмечает, что автохтонное население правобережья Куры состояло из ряда народностей, таких как утийцы, гаргарейцы, каспии и другие, и каково бы ни было их происхождение, они определённо не были армянами, и хотя определённое число ираноязычных народов поселилось в регионе за долгие годы мидийского и персидского правления, большая часть коренного населения даже не была индоевропейцами.
Во II веке до н. э., ещё до образования централизованного царства Албании, восточные границы Великой Армении были продвинуты до устья реки Кура царём этой страны Арташесом I. Такая политическая граница между Арменией и Албанией сохранилась, согласно общепризнанному в мировой науке мнению, вплоть до 387 года, когда армянское государство было разделено между Римом и Сасанидами.
В поздней античности и к началу средневековья регион был в значительной степени арменизирован, и языковые границы в нём стали совпадать с конфессиональными. Как отмечает Джеймс Говард-Джонсон из Оксфордского университета, в эту эпоху албаны вошли в культурную орбиту армян, доминировавших в Закавказье. Согласно энциклопедии «Ираника», Кура являлась крайним северным пределом распространения армянской народности, и армяне дошли до неё около VII в. до н. э..

### Раннее Средневековье
По сообщению Менандра, в 576 году византийцы заставили албанов переселится на правый берег Куры: «…римские военачальники… заставили савиров и алванов переселиться на эту сторону реки Кира и впредь оставаться в римской стране».
Албания этого периода являлась полиэтническим государством с новой столицей в городе Перозапат (Барда). В западных областях (Арцах и горная часть Утика) в VII—IX веках завершается ассимиляция и арменизация населения, начавшаяся ещё в античности. Далее здесь отмечается массив армянского населения. В прикаспийских областях жили ираноязычные племена. Сами албаны продолжали населять территории между Кавказским хребтом и рекой Кура, хотя албаноязычное племя утийцев проживало также в равнинной части Утика.
В 703 году албанская церковь вступает в унию с армянской и в последующее время окончательно становится её частью; древнеармянский язык становится и богослужебным языком.
В VII веке после завоевания региона арабами среди албан начинает распространяться ислам. Точное время исчезновения албан как самостоятельных племён неизвестно, но, по мнению исследователей, к IX веку понятия «Албания» и «албанский» стали уже в значительной степени историческими.
Лишь в X веке мусульманские географы, в частности Аль-Мукаддаси и Ибн-Хаукаль, сообщали, что население Барды и его окрестностей в равнинном Утике, говорило на арранском языке. Эти же мусульманские авторы сообщают, что все города западнее от Берда’а армянские.
Консолидации названных племён в единый албанский этнос так и не произошло.

## Потомки кавказских албан
Потомками албан являются народы, говорящие на различных языках лезгинской ветви нахско-дагестанской семьи: лезгины, рутулы, цахуры.
Американский историк Джеймс Стюарт Олсон считает, что в древности и средние века кавказские албаны также участвовали в этногенезе карабахских армян, азербайджанцев, грузин Кахетии и лакцев.
В «Советской исторической энциклопедии» так же отмечалось, что кавказские албаны являются предками азербайджанцев, армян Нагорного Карабаха, части дагестанцев (цахур, лезгин, лаков и других) и грузин Кахетии.
Дэвид Лэйтин и Рональд Суни, полагают, что многие из албан, приняв армянское христианство, со временем стали считать себя армянами, другая же часть, приняв ислам, позже слилась с азербайджанцами.
По мнению американского историка Д. Бурнутяна с началом нашествия в XI веке турок-сельджуков на Кавказ, албаны населявшие горную местность — Карабах, остались в большинстве христианами и впоследствии слились с армянами. Албаны же, населявшие восточные равнинные земли, сначала были иранизированы Персией, затем приняли ислам у арабов, после чего тюркизировались, образовав, в итоге, кавказскую часть азербайджанского этноса.
Отмечается, что степень арменизации была маргинальна по сравнению с тюркизацией, которая началась с расселения в регионе тюрок-огузов около 1000 года. Многие албано-удины постепенно приняли «новый жизненный порядок» предложенный огузами в частности албаны гаргары в районе Партава.
Согласно российской энциклопедии Народы и религии мира: Энциклопедия, кавказоязычные албаны наряду с гаргарами, утиями, каспиями и легами участвовали в этногенезе азербайджанцев.
По мнению Топчишвили, единственными этническими преемниками кавказских албан считаются удины.
Советская энциклопедия 1962 года, «Народы Кавказа. Том 2» отмечала, что основная масса удин как и большинство остального аборигенного населения Азербайджана, вошла в состав азербайджанского народа, часть же подверглась арменизации, особенно в зоне Нагорного Карабаха.
Кавказовед Роберт Хьюсен отмечает, что точка зрения на происхождение большей части населения Азербайджана от албан неверна, потому что в этом случае игнорируется этническое разнообразие албанской федерации племён на севере от Куры, арменизация южного побережья этой реки, а также тюркская иммиграция в регион.

## Фальсификации и ревизионистские концепции в истории кавказских албан

### Фальсификация истории в Азербайджане
По мнению ряда специалистов, современная азербайджанская историография занимается (примерно с середины 1950-х гг.) фальсификацией истории албан, мотивированной националистическими соображениями. В частности, неправомерно удревняется история Албанского государства, преувеличивается его сила и значение; «албанами» безосновательно объявляют целый ряд армянских писателей; им же приписывают все армянские памятники на территории Азербайджана; Албании, вопреки ясному свидетельству исторических источников, «передаются» принадлежавшие Армении территории между Курой и Араксом, включая Нагорный Карабах (см.: Вопрос о границе Армении и Кавказской Албании); албанам приписывается частично, а иногда даже полностью тюркское происхождение. Наконец, создается миф о «великой Албании», в котором албанским объявляется население уже не только Карабаха, но и современной Армении и даже Киликии. Для обоснования этих идей используется подтасовка и фальсификация источников. По мнению критиков, это происходит в рамках кампании, организованной правительством Азербайджана, по прямому государственному заказу.

### Фальсификации истории со стороны лезгинских деятелей
Попытки фальсификации предпринимаются и со стороны лезгинских деятелей. Профессор физики и математики А. Абдурагимов издал две книги — «Кавказская Албания — Лезгистан: История и современность» и «Лезгины и древние цивилизации Ближнего Востока: История, мифы и рассказы», в которых автор проводит идею «прямой генетической связи» лезгин с такими древними народами, как шумеры, хурриты, урарты и албаны. Абдурагимова обвиняют в искажении исторических фактов — в частности, в том, что он полностью идентифицирует албанов и утиев/удин с легами/лакзами/лезгами, хотя на самом деле это родственные, но не тождественные этносы, причём эта дифференциация сохранялась на протяжении всей истории албанов.
Работы Абдурагимова подготовили почву для появления фальсификации — так называемой «албанской книги». Ещё в начале 1990-х гг. появилось сообщение об «обнаружении» «страницы из неизвестной албанской книги», дешифровка которой, как сообщалось, была осуществлена профессором химии Я. А. Яралиевым. Однако вскоре выяснилось, что текст составлен на современном лезгинском языке и в нём сильно искажаются исторические события. Подделка дала возможность различным лезгинским общественным и политическим деятелям утверждать, что лезгины — прямые потомки албанов, что «в основе албанской письменности и государственного языка лежит лезгинский язык», в котором и сохранился албанский язык. Отмечается, что «Албанская книга» стала своего рода катализатором и основой в сложении современной лезгинской этноцентристской мифологии.

### Ревизионистские концепции в Армении
Относительно политических границ Армении и Албании периода до конца IV века и после него, мнение мировой исторической науки и армянских специалистов в основном совпадают. Правобережную «Албанию» (после IV века), существовавшую в западной части региона, вокруг и на территории Карабаха, часто называют «Новой Албанией», которая находилась под управлением Персии, где от прежней Албании осталось разве что историческое наименование. Следует отметить однако, что факт античной и раннесредневековой арменизации этого региона мировой наукой не оспаривается.